# Pseudoenzyme
Pseudoenzyme sind Varianten von Enzymen ohne Enzymaktivität.

## Eigenschaften
Pseudoenzyme enthalten Mutationen, die zu einem Verlust der katalytischen Aktivität führt. Sie kommen in allen Reichen des Lebens vor. Bioinformatischen Genomanalysen lassen vermuten, dass Pseudoenzyme in allen Enzymfamilien vorkommen. Sie spielen eine wichtige Rolle in der Regulation diverser metabolischer Prozesse sowie in der Regulation von Signaltransduktionskaskaden. Die am besten untersuchten und daher bestverstandenen Pseudoenzyme in Bezug auf Struktur und biologische Funktion sind die Pseudokinasen, Pseudoesterasen und Pseudophosphatasen. Etwa 10 % der Proteinkinasen des Menschen und der Mäuse sind Pseudoenzyme. Beim Menschen sind etwa 60 Pseudoproteinkinasen bekannt.
Unterschiede in der Sequenz von Enzymen und deren inaktiven Homologen wurden bereits früh festgestellt und untersucht. Manche der früheren Arbeiten bezeichneten Pseudoenzyme auch als „Prozyme“. Pseudoenzyme wurden in verschiedenen Enzymfamilien gefunden wie etwa Proteasen, Proteinkinasen, Phosphatasen und Ubiquitin-modifizierenden Enzymen. Eine Rolle der Pseudoenzyme als sog. „pseudo scaffolds“ wurde ebenfalls diskutiert.
Das Zytomegalievirus verwendet ein Pseudoenzym zur Inaktivierung von RIG-I und somit als Virulenzfaktor.

## Typen
| Typ                                 | Funktion                                                  | Beispiele |
| ----------------------------------- | --------------------------------------------------------- | --- |
| Pseudokinasen                       | Allosterische Regulation der entsprechenden Proteinkinase | STRADα reguliert LKB1, Raf reguliert JAK1-3 und TYK2 an ihren C-terminalen Tyrosinkinase-Proteindomänen über seine KSR1/2-Domäne |
| Pseudokinasen                       | Allosterische Regulation anderer Enzyme                   | VRK3 reguliert VHR |
| Pseudokinasen                       | Protein-Protein-Interaktion                               | MLKL pseudokinase reguliert die Exposition der Vier-Helix-bundle-Proteindomäne und die Bindung von HSP90:Cdc37                   |
| Pseudokinasen                       | Gerüstprotein von Signalkomplexen                         | Tribbles reguliert die Bindung von (C/EBPα) an die E3 Ubiquitin ligase COP1                                                      |
| Pseudo-Histidinkinasen              | Protein-Protein-Interaktion                               | Caulobacter sp. DivL bindet phosphoryliertes DivK, wodurch DivL die Kinase CckA im Zellzyklus hemmt                              |
| Pseudophosphatasen                  | kompetitive Hemmung                                       | EGG-4/EGG-5 reguliert MBK-2, STYX konkurriert mit DUSP4 um Bindung an ERK1/2                                                     |
| Pseudophosphatasen                  | Allosterische Hemmung von Phosphatasen                    | MTMR13 bindet und aktiviert MTMR2                                                                                                |
| Pseudophosphatasen                  | Regulation des Proteintransports                          | STYX bindet ERK1/2 im Zellkern                                                                                                   |
| Pseudophosphatasen                  | Regulation von Signalkomplexen                            | STYX bindet FBXW7 zur Hemmung seiner Bindung an den SCF-Ubiquitinligase-Komplex                                                  |
| Pseudoproteasen                     | Allosterische Regulation von Proteasen                    | cFLIP hemmt Caspase-8 |
| Pseudoproteasen                     | Proteintransport                                          | iRhom-Proteine |
| Pseudodeubiquitinasen (pseudoDUB)   | Allosterische Regulation der DUB                          | KIAA0157 bildet einen Komplex mit DUB und BRCC36                                                                                 |
| Pseudoligasen (pseudo-Ubiquitin E2) | Allosterische Regulation der E2-Ligasen                   | Mms2 bindet Ubc13 und reguliert Bindungen an K63                                                                                 |

## Anwendungen
Pseudoenzyme werden als therapeutische Zielstrukturen untersucht.

## Konferenzen und internationale Zusammenarbeit
Das Feld der Pseudoenzyme ist noch jung. Die erste Konferenz zum Thema Pseudoenzyme fand im Jahre 2016 in Liverpool statt und wurde durch die Biochemical Society gesponsert. Die Konferenz war ein Erfolg, weshalb eine zweite Konferenz im Mai 2018 stattfinden und durch EMBO (European Molecular Biology Organisation) gesponsert wird.